# 洛德訥山

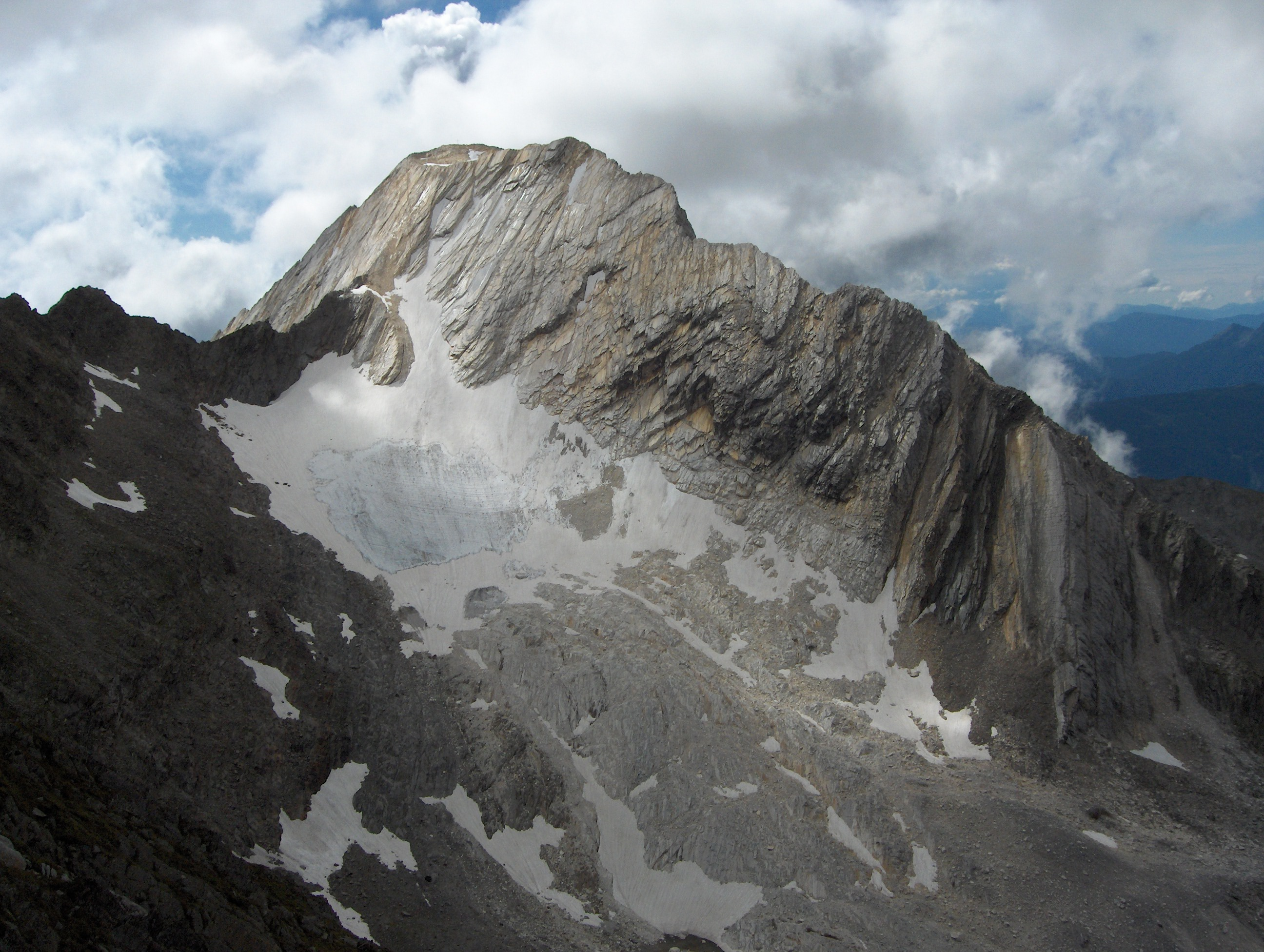

46°44′6″N 11°2′19″E / 46.73500°N 11.03861°E
洛德訥山（義大利語：Cima Fiammante），是意大利的山峰，位於該國東北部，由博爾扎諾-南蒂羅爾自治省負責管轄，屬於奧茨塔爾阿爾卑斯山脈的一部分，距離上魏瑟山1.3公里，海拔高度3,219米，人類在1872年7月23日首次登頂。